# Wzgórze „Radary”
Wzgórze „Radary” – wzniesienie o wysokości 284,1 m n.p.m. położone na terenie gminy Nowosolna, w pobliżu wsi Dąbrowa, ok. 300 m na północ od granicy miasta Łodzi, w okolicach skrzyżowania łódzkich ulic: Nad Niemnem, Opolskiej i Hanuszkiewicza. Leży w strefie krawędziowej Wzniesień Łódzkich. Jest najwyższym punktem Parku Krajobrazowego Wzniesień Łódzkich, a także całych Wzniesień Południowomazowieckich.
Szczyt wzgórza jest zalesiony, poniżej szczytu otwierają się szerokie panoramy na północ i południe. Stok południowy (od strony Łodzi) jest bardzo łagodny, północny (od strony Dąbrowy) wyraźnie bardziej stromy. Sąsiednimi kulminacjami tego samego wału są: na zachodzie polne wzgórze 279 m n.p.m. przy ulicy Nad Niemnem w Łodzi (znajduje się tam polski schron bojowy z II wojny światowej), na wschodzie leśne wzgórze 264 m n.p.m. (charakterystyczna „góra” zamykająca perspektywę wsi Dąbrowa). 
Wzgórze Radary jest moreną czołową utworzoną przez lądolód podczas zlodowacenia środkowopolskiego. Południowy, łagodny stok jest sandrem naniesionym przez odpływ z tego lodowca. Miąższość osadów sandrowych dochodzi do ponad 100 m. Eksploatuje je kopalnia piasku „Nowosolna” o powierzchni ok. 35 ha, położona poniżej szczytu, w pobliżu ul. Brzezińskiej.
Przez wzgórze przechodzą 2 szlaki turystyczne piesze: czerwony Szlak Okolic Łodzi i zielony Szlak Wzniesień Łódzkich, oraz czarny Szlak Rowerowy Wzniesień Łódzkich.

## SLRŁódź/Dąbrowa
Na szczycie znajduje się telewizyjna stacja przekaźnikowa z licznymi antenami. Nazwa wzgórza pochodzi jednakże od innego obiektu – istniejącej do początku lat 90. XX wieku radzieckiej stacji łącznościowej, a prawdopodobnie także radiolokacyjnej. Ruiny bazy znajdują się w lesie na końcu drogi z płyt. Na tyłach zabudowań zachowały się pamiątkowe napisy wykonane przez radzieckich żołnierzy, a na betonowej podstawie anteny wykuty obrazek przedstawiający hełm, karabin i kwiaty – prawdopodobnie stworzony przez garnizon opuszczający bazę. W 2007 były jeszcze widoczne kolory, którymi go wypełniono. Ruiny są popularnym miejscem gry w paintball i airsoft.

### Programy telewizyjne – cyfrowe
W 2022 roku uruchomiono z obiektu nadajniki naziemnej telewizji cyfrowej. 25 kwietnia 2022 roku włączono nadajnik MUX 4, natomiast 23 maja 2022 roku nadajniki MUX 1, MUX 2, MUX 3 i MUX 6.
| Nazwa multipleksu | Częstotliwość (MHz) | Kanał | Moc (kW) | Polaryzacja | Charakterystyka promieniowania | Standard nadawania | Kompresja  | Data uruchomienia nadajnika |
| ----------------- | ------------------- | ----- | -------- | ----------- | ------------------------------ | ------------------ | ---------- | --------------------------- |
| MUX 1             | 674 MHz             | 46    | 60 kW    | pozioma (H) | dookólna (ND)                  | DVB-T2             | HEVC       | 23 maja 2022                |
| MUX 2             | 666 MHz             | 45    | 26 kW    | pozioma (H) | dookólna (ND)                  | DVB-T2             | HEVC       | 23 maja 2022                |
| MUX 3 (Łódź)      | 514 MHz             | 26    | 30 kW    | pozioma (H) | dookólna (ND)                  | DVB-T2             | H.265/HEVC | 23 maja 2022                |
| MUX 4             | 474 MHz             | 21    | 20 kW    | pozioma (H) | dookólna (ND)                  | DVB-T2             | HEVC       | 25 kwietnia 2022            |
| MUX 6             | 498 MHz             | 24    | 20 kW    | pozioma (H) | dookólna (ND)                  | DVB-T2             | HEVC       | 23 maja 2022                |